# Alomasoma paradolum
Alomasoma paradolum is een lepelworm uit de familie Bonelliidae.
Het dier behoort tot het geslacht Alomasoma en behoort tot de familie Bonelliidae. De wetenschappelijke naam van de soort werd in 1946 gepubliceerd door Walter Kenrick Fisher, W.K..